# Project 57
Il test nucleare denominato Project 57 si riferisce alla detonazione nucleare condotta dagli Stati Uniti d'America nel Nevada Test and Training Range, in particolare nell'Area 13, vicino al confine nord-orientale del poligono nucleare del Nevada, il 24 aprile 1957.

## Storia
L'operazione, che si colloca cronologicamente tra due serie di test nucleari svolte, la prima, ossia l'Operazione Redwing, su alcuni atolli delle Isole Marshall facenti parte del Pacific Proving Grounds, e la seconda, denominata Operazione Plumbbob, nel sito poligono nucleare nevadese, fu condotta dalla Commissione per l'energia atomica degli Stati Uniti d'America e aveva lo scopo di verificare la sicurezza degli ordigni. In particolare si voleva determinare se un'arma o una testata nucleare danneggiata in un incidente avrebbe potuto esplodere con potenza nucleare, ossia con l'innesco della fissione nucleare (e poi della fusione), anche se le lenti esplosive poste attorno al nucleo (o nocciolo) fossero esplose in maniera asimmetrica, simulando quindi una loro detonazione accidentale. Altro scopo del test era quello di verificare l'estensione della contaminazione da plutonio derivante dalla distruzione dell'ordigno causata dall'esplosione delle suddette lenti.
La procedura seguita nei test fu quella di innescare non contemporaneamente i diversi detonatori a filo esplodente presenti all'esterno delle lenti esplosive poste attorno al nocciolo dell'ordigno da testare. Se, al momento dell'esplosione dell'ordigno, si fosse registrata una potenza proveniente non solo dalla detonazione dell'esplosivo convenzionale ma anche dal verificarsi della fissione nucleare, allora, dal punto di vista della sicurezza, il test sarebbe stato considerato fallito.  Al contrario, un test positivo avrebbe distrutto il nucleo della bomba con il conseguente spargimento di materiale fissile nell'area circostante (l'ordigno fu fatto esplodere all'aria aperta) ma non avrebbe fatto avvenire alcuna fissione.
Il test fu effettuato il 24 aprile 1957 utilizzando un nocciolo sigillato (ossia un nocciolo attorno a cui era stata disposta un’armatura metallica priva di aperture, al fine di proteggere il materiale interno dalla degradazione ambientale e di evitare la sua dispersione nell’ambiente in caso di incidenti relativamente piccoli) in una testata XW25, pensata per un uso da difesa aerea e contenente uranio impoverito, in cui il materiale fissile era un composito di uranio arricchito e plutonio.  Dal punto di vista della sicurezza, il test fu un successo, poiché non ci fu alcuna fissione nucleare, mentre per quanto riguarda l'area di test, situata in una zona del Nellis Air Force Range, indicata come "Area 13" e vicina al confine nord-orientale del Nevada National Security Site, essa fu recintata, con tutti gli equipaggiamenti usati per il test sepolti in loco. Solo nel 1981 il ministero dell'energia statunitense diede ordine di decontaminare e decommissionare l'area, il che risultò nella rimozione di centinaia di migliaia di metri cubi di suolo e detriti che dall'area 13 del sito di test furono portati in un'apposita discarica sempre all'interno del Nevada National Security Site.

## Test
| Nome | Data e ora (UT)          | Fuso orario locale | Sito         | Altitudine + quota | Modalità, Scopo                   | Tipo di ordigno                               | Potenza          | Fallout | Fonti                                     | Note |
| ---- | ------------------------ | ------------------ | ------------ | ------------------ | --------------------------------- | --------------------------------------------- | ---------------- | ------- | ----------------------------------------- | --- |
| 1    | 24 aprile 1957, 14:27:?? | PST (-8 ore)       | NTTR Area 13 | 1400 m + 0         | A terra, esperimento di sicurezza | Stadio primario di una testata nucleare XW-25 | Nessuna fissione |         | [ 3 ] [ 4 ] [ 5 ] [ 6 ] [ 7 ] [ 8 ] [ 9 ] | Test di sicurezza positivo di un nocciolo sigillato. L'ordigno, del peso di circa 100 kg e contenente circa 45 kg di esplosivo convenzionale, conteneva anche uranio impoverito ed era stato dotato di un nucleo formato da più uranio arricchito rispetto alla versione di questa bomba per uso bellico, in modo da garantire le peggiori condizioni possibili, ossia quelle che avrebbero portato a un'agevolazione della fissione, in caso di criticità. |

1. ↑  Gli Stati Uniti d'America, la Francia e il Regno Unito chiamano ogni loro singolo test con un nome in codice, mentre Unione Sovietica e Cina, salvo rari casi, non lo fanno, quindi i loro test sono identificati solo da numeri. Un trattino seguito da un numero indica un membro di un test a salve.
2. ↑  Per convertire l'ora universale in ora locale, si deve aggiungere alla prima il numero tra parentesi.
3. ↑  Nome del luogo e corrispettive coordinate. Nel caso di test missilistici, viene indicato il luogo di lancio del missile prima del luogo della detonazione. Mentre alcune località possono essere indicate con sicurezza, nel caso, ad esempio, di esplosioni in alta atmosfera, le indicazioni possono essere piuttosto inaccurate.
4. ↑  Con "altitudine" si intende l'altezza rispetto al livello del mare del terreno posto direttamente sotto l'esplosione, mentre con "quota" si intende la distanza tra tale punto e l'esplosione. Nel caso di test missilistici, il livello del terreno è indicato con "N/A". L'assenza di numeri o altre indicazioni sta a significare che il valore è sconosciuto.
5. ↑  L'energia liberata espressa in chilotoni e megatoni.
6. ↑  L'emissione nell'atmosfera circostante di neutroni pronti, laddove conosciuta. Se specificato, l'unico isotopo misurato è stato lo iodio-131, altrimenti significa che la ricerca è stata fatta per ogni isotopo.